# Ritratto di Matilde Juva Branca
Il Ritratto di Matilde Juva Branca è un celebre dipinto a olio su tela del pittore veneziano Francesco Hayez (1791-1882), realizzato nel 1851 e conservato ed esposto alla Galleria d'Arte Moderna di Milano. Il comune di Milano lo ricevette in dono da Carlo Weber nel 1893. 

## Descrizione
Nata Matilde Branca, l'effigiata acquisì il cognome Juva dopo le nozze, anteponendolo quindi al proprio. Era una cantante lirica, proveniente da una famiglia di musicisti. Nel ritratto la donna, vestita sontuosamente, impugna un guanto nella mano sinistra, mentre l'altro è da lei indossato in quella corrispondente.